# Salzachgeier
Der Salzachgeier (Westlicher 2469 m ü. A., Östlicher 2466 m ü. A.) ist ein schroffer Doppelgipfel am Rande der Kitzbüheler Alpen an der Grenze von Salzburg und Tirol.

## Geografie
In den Karen und Hochalmen seines Ostabhangs und der zwei Nachbargipfel Fünfmandling (2401 m) und Schwebenkopf (2354 m) befinden sich nordöstlich und südlich die Quellbäche der Salzach, des Hauptflusses des Landes Salzburg, was ihm seinen Namen gibt.
Am Doppelgipfel des Salzachgeiers laufen fünf scharfe Grate zusammen. Die beiden Gipfel liegen rund 300 Meter voneinander entfernt. Der niedrigere Ostgipfel ragt direkt über den zwei Salzach-Quellgebieten Salzachboden und Schwebenalm empor und liegt vollständig auf dem Gebiet von Salzburg.
Während sich die Südabdachung der Gipfelgruppe gegen den Gerlospass hin absenkt, liegt die Wasserscheide nach Norden (Salzachjoch 1983 m, zur Brixentaler Kelchsau) nur ein Kilometer von den Ostkaren entfernt. Dort, steil über der Roßwildalm, befindet sich eine Bergkapelle, das Markkirchl, und etwas tiefer die Neue Bamberger Hütte des DAV. Nach Westen sind die Abhänge ebenso steil (aber weniger felsig) und entwässern zum Frommbach in Richtung Brixental.

## Anstiege
- Der Salzachgeier gehört zum Tourenbereich der Neuen Bamberger Hütte und ist von dort in ca. 3 Stunden erreichbar.
- Von Königsleiten (nahe dem Gerlospass) ist der Salzachgeier in rund 3,5 Stunden zu erreichen.
- Im Winter führt von der Kelchsau aus eine beliebte Skitour auf den Salzachgeier.

## Galerie

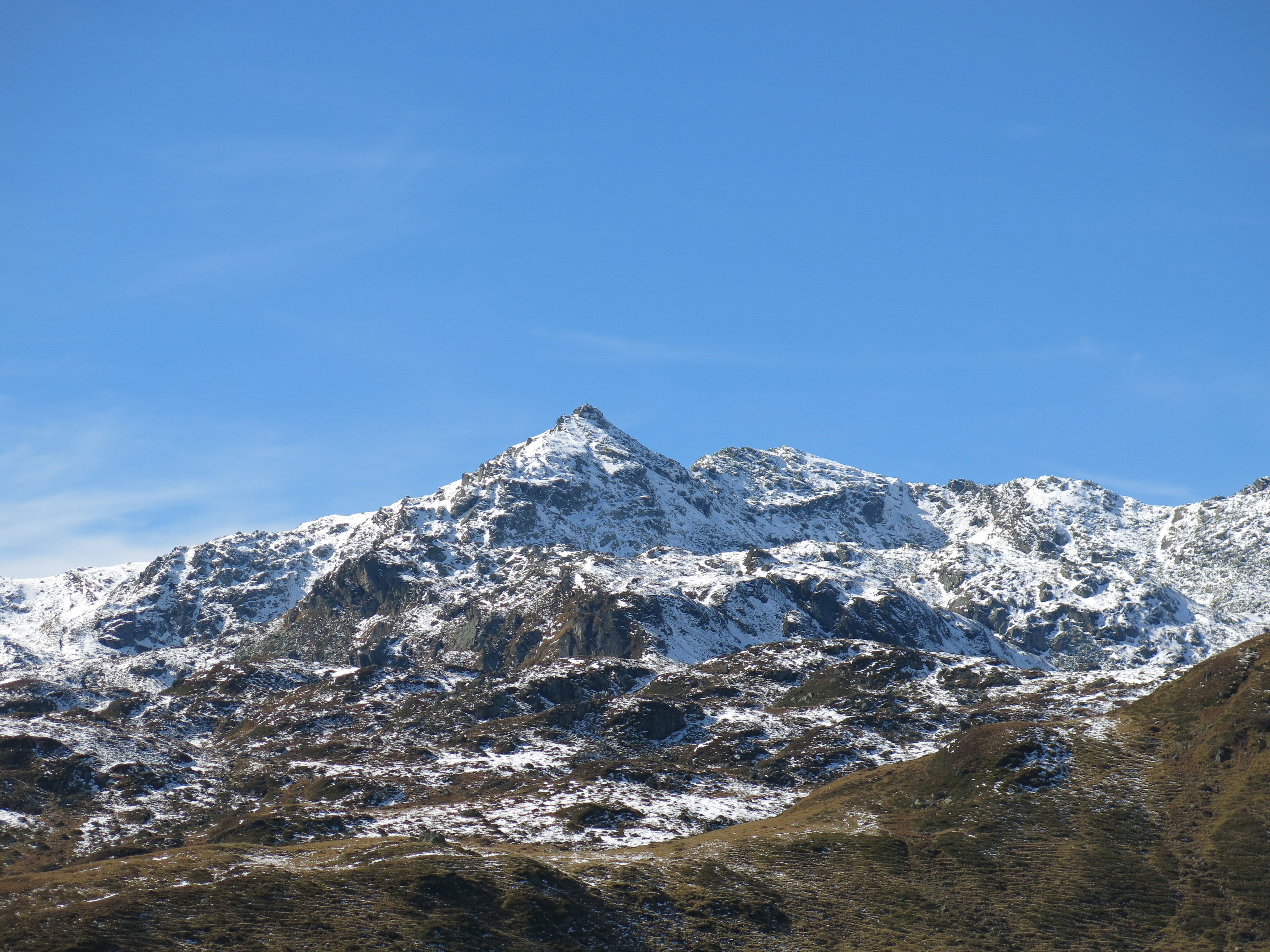
Salzachgeier von Nordosten, links der Ostgipfel, rechts der Westgipfel
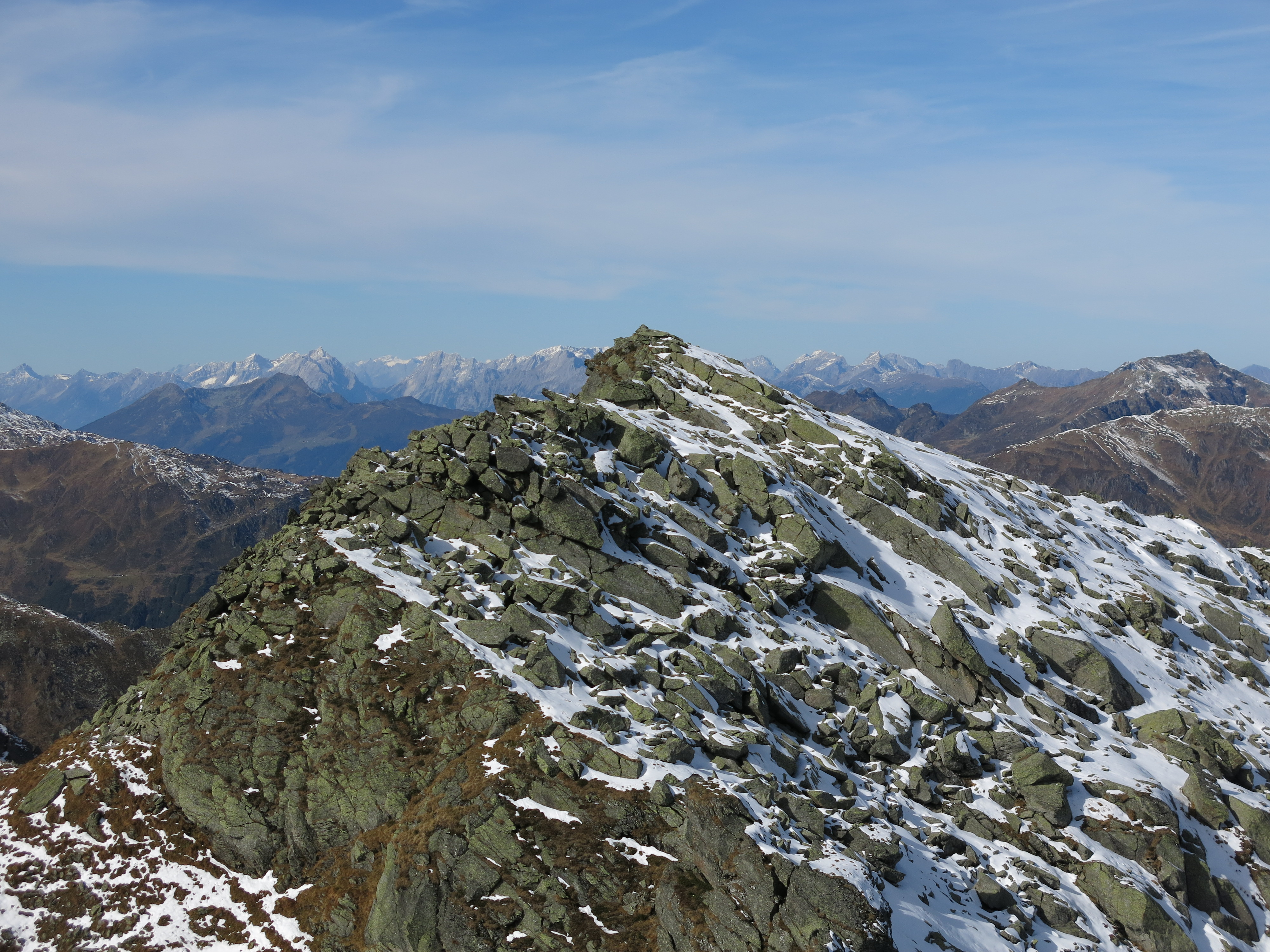
Blick vom Östlichen zum Westlichen Salzachgeier
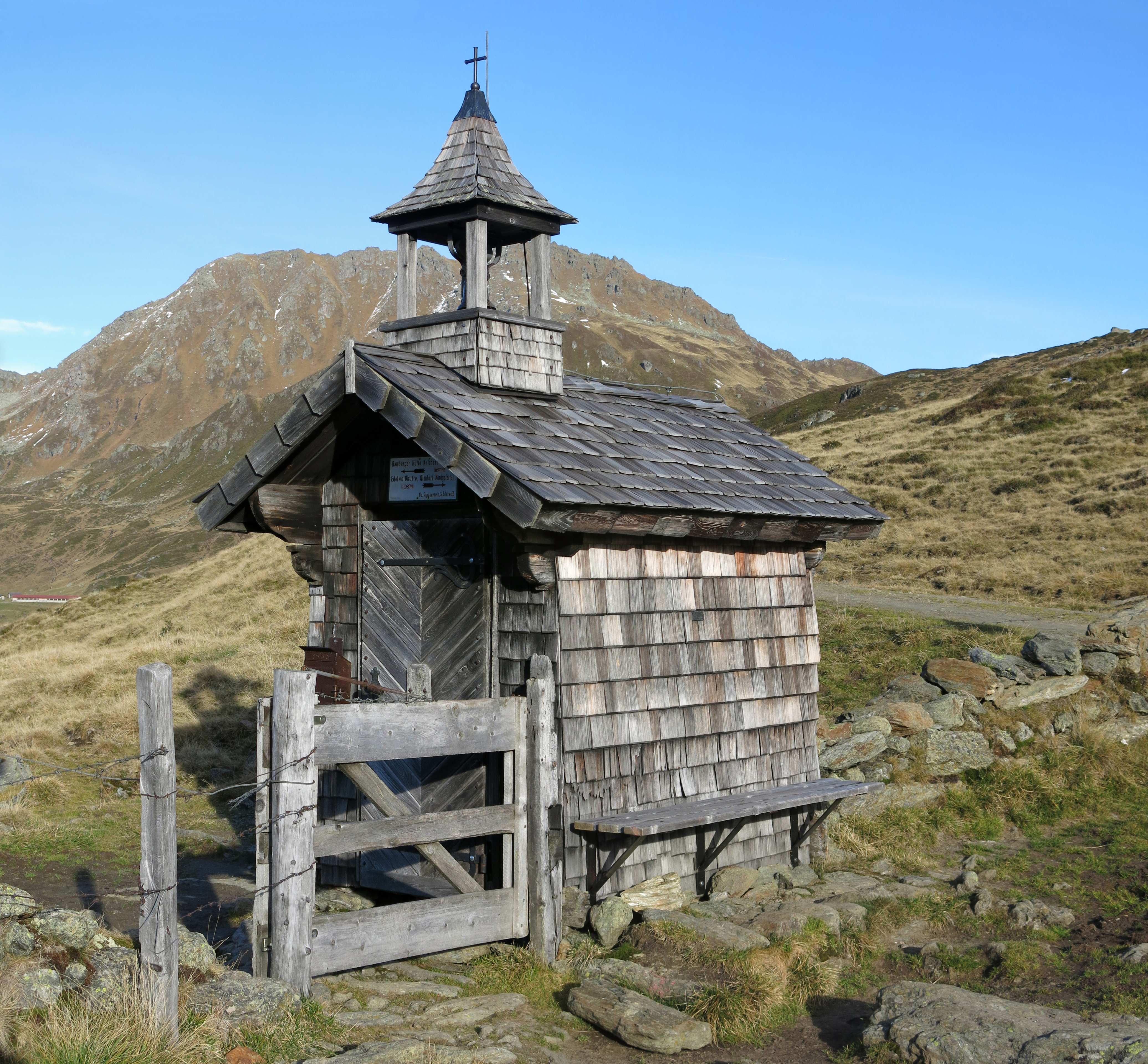
Markkirchl
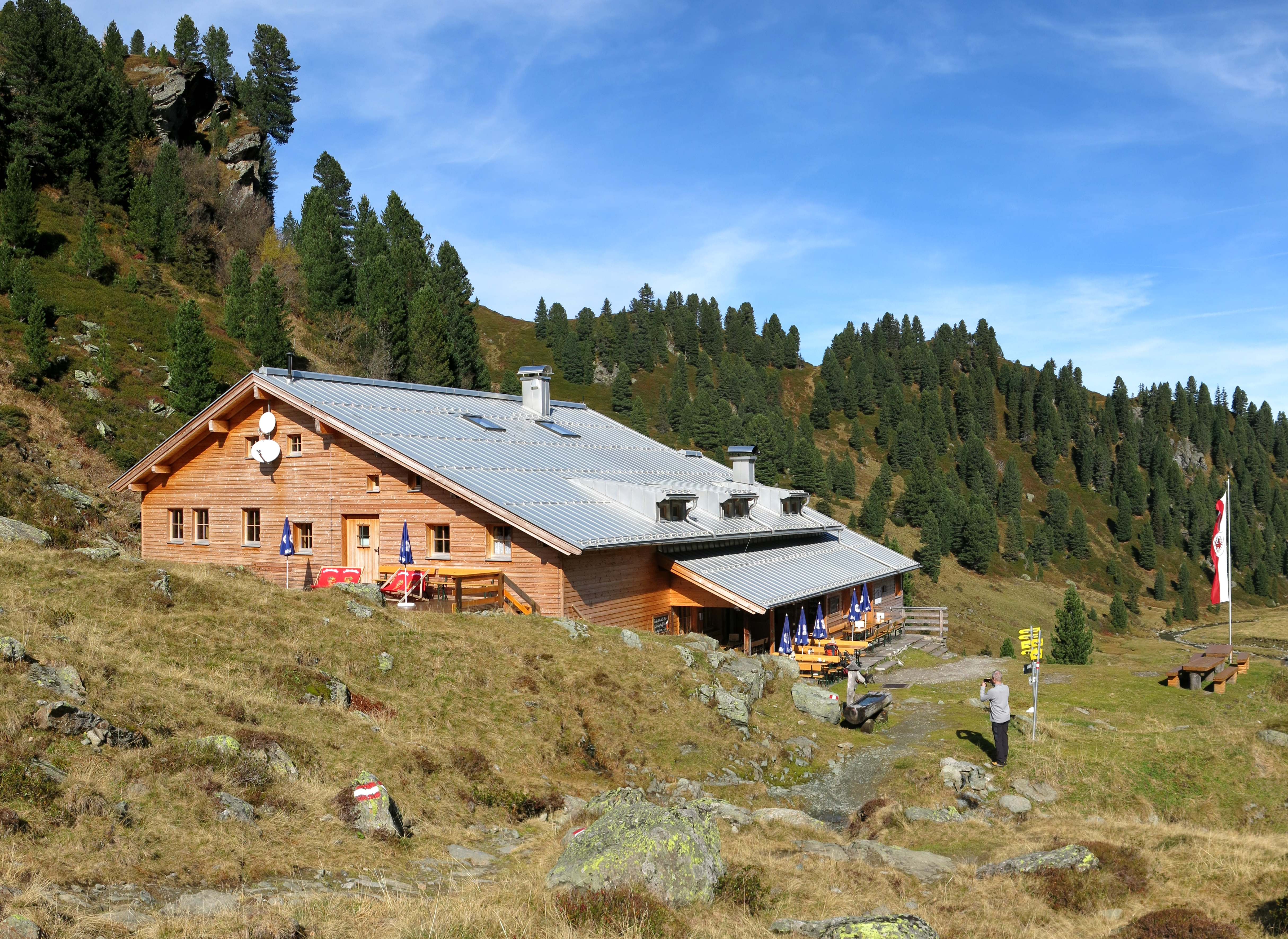
Neue Bamberger Hütte